# Park Narodowy „Wyspy Szantarskie”
Park Narodowy „Wyspy Szantarskie” (ros. Национальный парк «Шантарские острова») – park narodowy w Kraju Chabarowskim w Rosji. Obejmuje położone w południowo-zachodniej części Morza Ochockiego Wyspy Szantarskie. Jego obszar wynosi 5 155 km², z czego 2 742 km² to przyległy obszar wodny. Park został utworzony dekretem rządu Federacji Rosyjskiej z dnia 30 grudnia 2013 roku. Siedzibą administracji parku jest Chabarowsk.

## Opis
Wyspy Szantarskie to 15 niezamieszkanych górzystych wysp i wiele wystających z morza skał.  Brzegi wysp są skaliste, klifowe. Wody wokół wysp zamarzają średnio na około osiem miesięcy w roku.

## Flora i fauna
Park  został stworzony w celu zachowania unikalnych ekosystemów, które są połączeniem naturalnych kompleksów północnej tajgi i tundry górskiej z elementami oryginalnej flory. Duże wyspy pokrywają lasy iglaste, w których rośnie przede wszystkim modrzew i świerk. Są tu bagna i rzeki. Z klifowych brzegów spadają do morza dziesiątki wodospadów. Małe wyspy pozbawione są lasów.
Flora wysp ma 663 gatunki wyższych roślin naczyniowych i jest generalnie podobna do flory kontynentalnej.
Fauna obejmuje 24 gatunki ssaków lądowych, 229 gatunków ptaków, 3 gatunki płazów i 2 gatunki gadów. Jest wiele gronostajów i wydr. Kiedy morze jest zamarznięte wilki, lisy i rosomaki przemieszczają się po lodzie między wyspami i stałym lądem. Największymi mieszkańcami są niedźwiedzie brunatne. Żyją na dużych wyspach, a ich liczba sięga kilkuset osobników.
Podczas sezonowych migracji miliony ptaków zatrzymują się na wyspach, tworząc skupiska 35-40 tysięcy osobników. Oprócz ptactwa morskiego są też łabędzie i czarne bociany. Prawdziwą ozdobą wysp jest bielik olbrzymi.
Wybrzeża zamieszkuje kilka gatunków fok, orki i uchatek grzywiasty, w morzu można zobaczyć blisko brzegów kilka gatunków wielorybów.

## Klimat
Bliskość zimnych regionów Jakucji i przewaga północno-zachodnich wiatrów powodują, że na wyspach jest zimno. Często występują mgły. Lato jest krótkie. Zaczyna się w lipcu, a w październiku pada już śnieg. W listopadzie morze zamarza. 

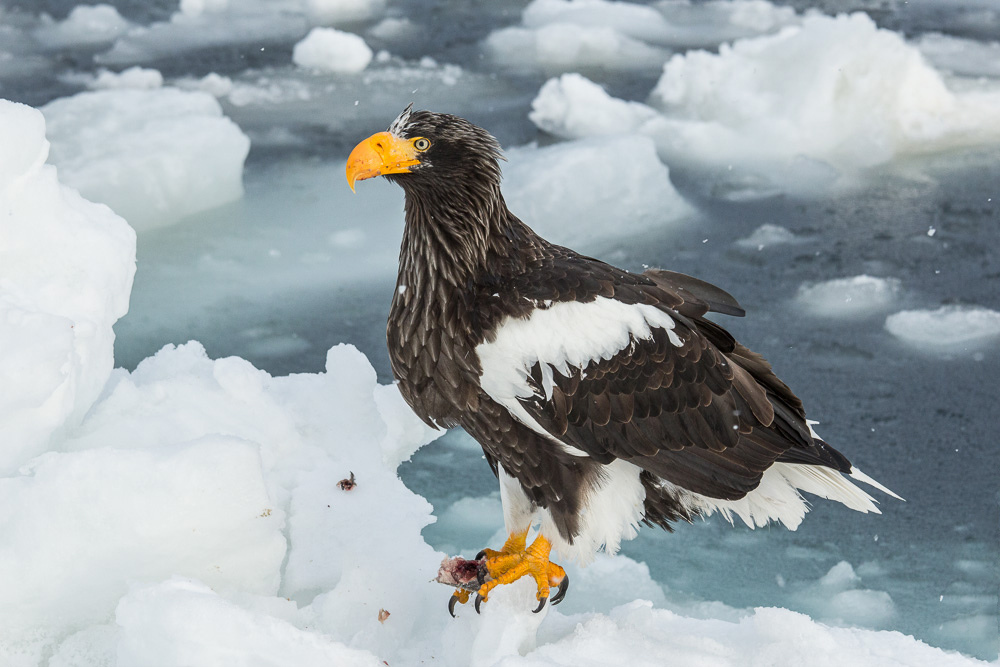
Bielik olbrzymi